# Jorn Vancamp
Jorn Vancamp, né le 28 octobre 1998 à Hoboken (Anvers) en Belgique, est un footballeur belge qui joue au poste d'attaquant au Dessel Sport.

## Biographie

### En club
Issu du centre de formation du KV Mechelen, début juillet 2014, il part pour le RSC Anderlecht jusqu'en 2016.
Il joue 12 matchs avec l'équipe des moins de 19 ans du Sporting en UEFA Youth League, marquant sept buts.
La saison 2017-2018 il est prêté au Roda JC.
Au terme de son prêt, il renvient en Belgique en signant au Beerschot VA.
La saison 2020-2021, il est à nouveau prêté au Pays-Bas au FC Eindhoven.
Le 1er septembre 2021, son contrat n'est pas renouvelé et Jorn se retrouve sans club.
Le 9 février 2022, il s'engage avec le club finnois en Veikkausliiga de Ilves Tampere.
Le 25 juin 2024, il troque la RAAL, avec laquelle il vient pourtant d'être champion et promu, pour le RE Virton pour deux saisons, plus une en option.

### En sélections nationales
Avec la sélection nationale belge des moins de 17 ans, il participe au championnat d'Europe des moins de 17 ans en 2015. Lors de cette compétition, il joue trois matchs : contre l'Allemagne, la Tchéquie, et la Slovénie. La Belgique est battue au stade des demi-finales par l'équipe de France.
Cette performance lui permet de participer à la Coupe du monde des moins de 17 ans 2015 qui se déroule au Chili. Lors de cette compétition, il joue un match contre le Honduras.

## Palmarès

### En club
|  |  | RSC Anderlecht - Championnat de Belgique (1) : - Champion : 2017 |  | Beerschot VA - Championnat de Belgique de deuxième division (1) : - Champion : 2020 - Vice-champion : 2019 |  | RAAL La Louvière - Championnat de Belgique de Nationale 1 (1) : - Champion : 2024 |

### En sélections nationales
|  |  | Belgique -17 ans - Coupe du monde -17 ans : - Troisième : 2015 |